# 2015-ös haiti elnökválasztás
A 2015-ös haiti elnökválasztásra 2015. október 25-én került sor.

## Jelöltek
A választáson 58 jelölt indult, közülük négy nő és 54 férfi volt. A választásokat felügyelő Ideiglenes Választási Tanács (franciául: Conseil Électoral Provisoire) két jelöltet diszkvalifikált. A választók a fennmaradó 56 jelöltre szavazhattak:
| A jelöltek névsora |
| --- |
| - Jean Bony Alexandre (Concorde Nationale) - Amos André (Front Uni Pour la Renaissance d'Haiti) - Michel André (Plateforme Jistis) - Mario Andresol (független jelölt) - Charles Henri Baker (Respect) - Renold Jean Claude Bazin (Mouvement Chretien pour une Nouvelle Haiti) - Irvenson Steven Benoit (Konviksyon) - Jean Bertin (Mouvement d'Union Republicaine) - Joseph Harry Bretous (Konbit pou Ayiti) - Emmanuel Joseph Georges Brunet (Plateforme Politique Entrenou) - Michel Fred Brutus (Parti Federaliste) - Jean Henry Céant (Renmen Ayiti) - Jude Celestin (Ligue Alternative pour le Progrès et l'Emancipation Haitienne) - Jean Hervé Charles (Parti pour l'Evolution Nationale Haitienne) - Jean Ronald Cornely (Rassemblement des Patriotes Haitiens) - Kesler Dalmacy (Mopanou) - Yves Daniel (Pati Kreyol Nouye) - Luckner Desir (Mobilisation pour le Progrès d'Haiti) - Simon Dieuseul Desras (Plateforme Politique Palmis) - Marc-Arthur Drouillard (Parti Unité Nationale) - Willy Duchene (Parti Républicain Haïtien) - Daniel Dupiton (Cohésion Nationale des Partis Politiques Haitiens) - Joseph G. Varnel Durandisse (Retabli Ayiti) - Vilaire Cluny Duroseau (Mouveman pou Endepandans Kiltirel Sosyal Ekonomik ak Politik an Ayiti) - Sauveur Pierre Etienne (Oganizasyon Pèp Kap Lite) - Nelson Flecourt (Olahh Baton Jenes La) - Aviol Fleurant (Nouvelle Haiti) - Marie Antoinette Gautier (Plan d'Action Citoyenne) - Dalvius Gerard (Parti Alternative pour le Developpement d'Haiti) - Eric Jean Baptiste (Mouvement Action Socialiste) - Jean-Chavannes Jeune (Canaan) - Chavannes Jean Baptiste (Konbit Travaye Peyizan pou Libere Haiti) - Maxo Joseph (Rassemblement des Nationaux Democrates Volontaires pour l'Unité Salvatrice) - Antoine Joseph (Delivrans) - Rene Julien (Action Democratique pour Batir Haiti) - Steeve Khawly (Réseau Bouclier National) - Fresnel Larosliere (Mouvement pour l'Instauration de la Démocratie en Haiti) - Jephthé Lucien (Parti Socialiste Unifie Haitien) - Samuel Madistin (Mouvement Patriotique Populaire Dessalinien) - Roland Magloire (Parti Démocrate Institutionnaliste) - Jean Paleme Mathurin (Plateforme Politique G18) - Jovenel Moise (Parti Haitien Tèt Kale ) - Jean-Charles Moise (Platfom Pitit Desalin) - Diony Monestime (független jelölt) - Maryse Narcisse (Fanmi Lavalas) - Michelet Nestor (Coalition pour la Convention de la Reconstruction de la Réconciliation des Citoyens Haitiens) - Mathias Pierre (Konsyans Patriyotik) - Jean Poncy (Régénération Economique et Sociale dans l'Unité et la Liberté Totale d'Action pour Tous) - Westner Polycarpe (Mouvman Revolisyone Ayisyen) - Jean Clarens Renois (Union Nationale pour l'Integrité et la Reconciliation) - Joe Marie Judie Roy (Regroupement Patriotique pour le Renouveau National) - Jacques Sampeur (Konbit Liberasyon Ekonomik) - Jean Chevalier Sanon (Parti Nationaliste Chretien d'Haiti) - Newton Louis St Juste (Fwon Revolisyone pou Entegrasyon Mas Yo) - Beauzile Edmone Supplice (Parti Fusion des Sociaux-Democrates Haitiens) - Jean Wiener Theagene (Parti pour la Rénovation d'Haiti) |

Az alkotmány rendelkezése értelmében Michel Martelly hivatalban lévő elnök nem indulhatott a választáson. Ő Jovenel Moise-t támogatta. A másik fő esélyes Jude Celestin. Ha egyik jelölt sem kapja meg a szavazatok több mint felét, az első két jelölt december 27-én ismét megmérkőzik.